# Kvietkauskas
Kvietkauskas ist ein litauischer männlicher Familienname, abgeleitet von dem Namen Kvietkus.

## Weibliche Formen
- Kvietkauskaitė (ledig)
- Kvietkauskienė (verheiratet)

## Namensträger
- Mindaugas Kvietkauskas (* 1976), Lituanist und Kulturminister
- Vytautas Kvietkauskas (* 1952), Journalist und Politiker